# Baal (Stargate)
Baal (o Ba'al) es un personaje ficticio de la serie de televisión estadounidense Stargate SG-1, interpretado por el actor sudafricano Cliff Simon. Durante la temporada 8 fue uno de los principales antagonistas de la serie.

## Origen
Baal es un Goa'uld basado en el Baal de la mitología de Medio Oriente. 

## Personalidad
Si bien es excepcionalmente despiadado, Baal parece ser el que posee un mejor entendimiento de la naturaleza humana, más que lo típico para un Goa'uld y tiene también una vaga comprensión del concepto de humor. Su estilo tiende más a una sutil insidiosidad que a una franca crueldad. 

## Historia
Baal aparece por primera vez en la temporada 5, en el episodio doble Summit/Last Stand, donde es presentado como uno de los Señores del Sistema en ese momento. Cuando Osiris aparece en favor de Anubis para peticionar a los Señores del Sistema que lo acepten de nuevo, —bajo la condición que Anubis a cambio destruirá a los Tau'ri— Baal es uno de los que apoyan la petición. 
Anubis posteriormente falló en sus intentos de destruir a los Tau'ri y se puso en contra de los otros señores del sistema, demostrando una impresionante y poderosa flota, solo equiparable por el conjunto de todas las flotas de los demás señores del sistema. Cuando Lord Yu demostró su incapacidad para liderar a las flotas, Baal asumió el control y lideró la guerra contra Anubis.
Después de que la flota de Anubis fuera destruida por el arma de los Antiguos que estaba en la Antártida, Baal tomó el control de los ejércitos y la tecnología antes en posesión de Anubis, incluyendo tecnología Asgard. Y comenzó una guerra en contra de los demás Señores del Sistema. Esto hizo que los otros Goa'uld intentaran una negociación fallida con los Tau'ri para solicitar apoyo en su lucha contra Baal. 
El avance de Baal contra los Señores del sistema, fue detenido por los Replicantes, recientemente llegados a la galaxia. Las fuerzas de Baal fueron ocupadas por naves infestadas de Replicantes, y para el retorno de Anubis, del que se presumía habría muerto. Durante los eventos del episodio "Reckoning", Baal es mostrado sirviendo a Anubis, presumiblemente en contra de su voluntad. Cuando se descubre el arma de los Antiguos capaz de deestruir toda la galaxia, Baal asiste secretamente a Samantha Carter y a Jacob Carter en la modificación del arma, junto con el Sistema de Llamada a Casa de la Stargate de Dakara a fin de destruir a los replicantes de la galaxia. 
Anubis no recibe con agrado estas acciones, y reclama la super-arma para sí, para destruir toda la galaxia. Anubis permite a Baal vivir, para que vea el fin de toda la vida en la galaxia. Cuando el plan de Anubis es saboteado por Daniel Jackson y Oma Desala, Baal es el único Señor del Sistema sobreviviente (los otros habiendo muerto en la lucha con los replicantes). 
Más tarde cuando Baal gana acceso a la tecnología de replicación genética, produce varias versiones de él mismo, que se instalan en la Tierra. Uno de estos clones es secuestrado y asesinado por los Jaffa, que no tienen conocimiento de la existencia de otros. Se presume que por lo menos un Baal vive fuera de la Tierra, posiblemente en el sistema Archeba.
Sin embargo los clones encuentran su fin, casi al final de la temporada 10, cuando son llamados a una supuesta reunión para discutir sobre el asunto de Adria y son asesinados junto a sus jaffas con veneno de simbionte por el Ba'al verdadero.
Ba'al vio su muerte en el episodio Dominion, ya que después de capturar y meterse en el cuerpo de Adria, finalmente es removido por los Tok'ra que atieneden al llamado de los Tau'ri, no sin antes lanzar una toxina mortal en el cuerpo de adria.
- Datos: Q2520315